# Cine Alcázar
El cine Alcázar, situado en la calle Juan Ramón Jiménez número 5 de Elche (Alicante), Comunidad Valenciana, es un edificio privado de estilo racionalista valenciano construido en el año 1941, que fue proyectado por el arquitecto ilicitano Antonio Serrano Peral.

## Edificio
El edificio es obra del arquitecto Antonio Serrano Peral. Las obras se inician en 1941, concluyendose en 1950. El lenguaje del edificio tiene claras influencias del racionalismo arquitectónico con rasgos expresionistas. Es uno de los principales exponentes de la arquitectura del racionalismo valenciano en Elche.
El edificio fue concebido para albergar funciones de cine y de teatro simultáneamente. El cine tenía espacio para más de 1.000 espectadores y constaba de planta baja y primera altura. Actualmente alberga la discoteca Teatro, un local de ocio, el cual ha conservado las fachadas exteriores y buena parte de los interiores del antiguo cine. La decoración interior y el característico rótulo de la fachada fueron diseñados por el propio arquitecto. Actualmente alberga un gimnasio llamado “Studio One”.